# Cei 6 super eroi
Cei 6 super eroi (titlu original: Big Hero 6) este un film de animație din 2014 regizat de Don Hall și Chris Williams, produs de Studiourile Walt Disney și distribuit de Walt Disney Pictures. Este al 54-lea film Disney clasic, inspirat din benzile desenate Marvel „Cei 6 super eroi”. Regizat de Don Hall și Chris Williams, filmul spunea povestea geniului în robotică Hiro Hamada care formează o echipă de supereroi pentru a învinge un ticălos mascat. Vocile personajelor principale în versiunea originală sunt interpretate de Ryan Potter, Scott Adsit, Daniel Henney, T. J. Miller, Jamie Chung, Damon Wayans, Jr., Génesis Rodríguez, Maya Rudolph, Alan Tudyk, și James Cromwell.
Big Hero 6 este primul film de animație care înfățișează personajele din cadrul benzilor desenate Marvel Comics; a cărei companie părinte a fost achiziționată de Walt Disney în 2009. Walt Disney Animation Studios 
a creat special o nouă tehnologie software pentru a putea reda efectele vizuale dorite. Filmul a câștigat Premiul Oscar pentru cel mai bun film de animație.
Filmul a avut premiera la cel de-al 27-lea Festival Internațional de Film de la Tokyo, în data de 23 octombrie 2014 și la Festivalul de film din Abu Dhabi, în 3D pe 31 octombrie; a fost de asemenea lansat în cinematografele din S.U.A pe 7 noiembrie 2014. Acesta a avut încasări de 484 milioane de dolari la nivel global, dintre care 214 milioane de dolari doar în Canada și Statele Unite. A fost întâmpinat cu critici pozitive și succes la nivel comercial, fiind nominalizat de asemenea la Premiile Annie pentru Cea Mai Bună Animație și la Premiul Globul de Aur pentru cel mai bun film de animație, dar și la Premiile Oscar la categoria Cel mai bun film de animație .

## Prezentare
Știința roboților nu are niciun secret pentru micul geniu Hiro Hamada, prin urmare nimeni nu este mai potrivit ca el să dezlege ițele unui complot criminal ce amenință cu distrugerea dinamicului și tehnicizatului oraș San Fransokyo. Acesta învață să-și exploateze geniul mulțumită strălucitului său frate Tadashi și prietenilor lor: dependentul de adrenalină Go Go Tomago, ordonatul Wasabi, expertul în chimie Honey Lemon și pasionatul de tehnologie Fred. Când o întorsătură de situație îi aruncă în mijlocul unor evenimente periculoase, care se desfășoară pe străzile din San Fransokyo, Hiro apelează la ajutorul prietenului său apropiat - un robot pe nume Baymax - și transformă întregul grup într-o echipă de eroi high-tech, hotărâți să deslușească misterul.

## Personaje și voci
- Ryan Potter - Hiro Hamada, un adolescent de 14 ani cu o minte sclipitoare,expert în știința roboților, care a absolvit liceul. În ceea ce privește personajul, co-regizorul Don Hall spune: "Hiro experimentează tranziția de la băiat la bărbat, este un moment dificil în viața oricărui puști și unii adolescenți dezvoltă o atitudine de revoltă, simțundu-se deseori epuizați, fiind și foarte arțăgoși la stimulii realității sociale. Mai mult ca sigur Ryan este un puști foarte agreabil. Așa că indiferent ce face, i-a fost ușor să aducă personajul lui la cel mai înalt nivel, avantaj ce îl face pe Hiro autentic, dar și atrăgător.".[18][19][20]
- Scott Adsit - Baymax, un robot gonflabil creat de Tadashi pentru a fi un asistent în îngrijirea sănătății. Hall spune: "Baymax vedea lumea dintr-o singură perspectivă - el își dorește doar să ajute persoane, și îl vede pe Hiro ca pe pacientul acestuia". Producătorul Roy Conli spune "Faptul că personajul său este un robot, limitează modul prin care publicul resimte emoțiile transmise de acesta, dar Scott a făcut acest lucru într-un mod hilar. A trecut prin filtrul său aceste limite, fiind capabil să modeleze limbajul său într-un fel prin care poți simți cu adevărat emoția dar și simțul umorului la acest partener loial și atât de uman. Scott a fost capabil să transmită cât de mult contează Baymax".[18][19][21]
- T.J. Miller - Fred, un fan al benzilor desenate relaxat și sigur pe el, care este și mascota Institutului de Tehnologie din San Fransokyo. Vorbind despre Miller, Williams spune "Este un adevărat student al comediei. Sunt foarte multe straturi ale interpretării lui, astfel Fred încheie animația, devenind un personaj mult mai crucial decât s-ar fi așteptat cineva.".[18][19][22][23]
- Jamie Chung - GoGo Tomago, o fată puternică, atletică și plină de adrenalină până în măduva oaselor. Hall spune: "Este cu siguranță o femeie cu puține vorbe la ea. Am studiat curierii bicicliști ca inspirație pentru a crea personajul ei".[18][19][24][25][26]
- Damon Wayans, Jr. - Wasabi, este super inteligent și puțin nevrotic, dar marele și corpolentul îndemânatic nu se poate abține să se alăture cauzei atunci când Hiro are cea mai multă nevoie de el. Despre personaj, co-regizorul Chris Williams spune : "Este cel mai convențional, precaut- el este, cum aș putea spune ... cam cel mai normal puștan dintr-o echipă obrăznicuță. Așa că el crește pe parcursul filmului în prima parte, și devine, într-un fel, vocea publicului și subliniază că ceea ce fac ei este nebunie curată.".[18][19][27]
- Génesis Rodríguez - Limonadă, este o expertă înnăscută în chimie mai puțin obișnuită în cadrul Institutului de Tehnologie din San Fransokyo. Williams ne destăinuie: "Este o tipă cu ochelari care are un foc interior și o atitudine de încredere care o fac de neoprit. Dar are această calitate a ei de om de știință nebun cu o sclipire în ochi - Honey este mai mult decât ceea ce pare, și asta este demn de admirație".[18][19][28]
- Maya Rudolph - Mătușa Cass, tutorele și mătușa lui Hiro și a lui Tadashi.[19][25][29]
- James Cromwell - Profesorul Robert Callaghan, conducătorul programului de robotică la prestigiosul Institut de Tehnologie San Fransokyo , dar și profesorul și mentorul lui Tadashi.[19][29]
- Daniel Henney - Tadashi Hamada, fratele mai mare al lui Hiro și cel care a dezvoltat, construit și programat un robot medical de ultima generație— un Asistent în ingrijirea sănătății, pe nume Baymax, care va ajuta probabil milioane de oameni din toată lumea. Dar rolul lui de frate mai mare este cel care îl face pe Tadashi cu adevărat special. Orice copil are nevoie de un tip ca Tadashi care să aiba grijă de el, iar Hiro știe cât este de norocos să îl aibă în viața sa. Tadashi și-a îndeplinit visul,acela de a crea un bine umanității, dar va fi nevoit să înțeleagă că lumea în care trăiește abundă în invidie și frică pentru talentul său în mecatronică.[30] Privind relația dintre Hiro și Tadashi, Conli spune: " Înainte de toate ne-am dorit ca ei să fie frați. Tadashi este un mentor inteligent. Acesta într-un mod foarte subtil i-a făcut cunoștință lui Hiro cu prietenii lui, aratându-i fratelui lui și ce făceau aceștia la San Fransokyo Tech. Odată ce Hiro îl vede pe Wasabi, Honey, GoGo, chiar și pe Fred în acțiune, el realizează că acolo undeva este o lume mult mai mare, și mult mai mult decât ce îl fascina până în acel moment".[19][20][29]
- Alan Tudyk - Alistair Krei, un antreprenor pionier și guru în tehnologie, este cel mai ilustru absolvent al San Fransokyo Institute of Technology. Proprietar al celei mai mari companii de tehnologie din lume, Krei Tech, Krei este întotdeauna în căutarea următorului lucru măreț. El participă la expoziția organizată de San Fransokyo Tech și este extrem de impresionat de ingeniozitatea lui Hiro.[19][29][31]
- Stan Lee - Tatăl lui Fred, dezvăluindu-și adevărata ocupație, un fost supererou.[32]
- Katie Lowes - Abigail Callaghan, fiica profesorului Callaghan.
- Dan Howell și Phil Lester au o apariție specială , fiind Tehnicienii 1 și 2 în cadrul cinematografelor din Regatul Unit.[33]

## Producție
După achiziționarea de către Disney a Marvel Entertainment în 2009, directorul executiv, Bob Iger a încurajat diviziile companiei de a explora proprietățile Marvel pentru concepte de adaptare. Prin alegerea deliberată a unui titlu obscur, aceștia ar avea libertatea de a veni cu propria lor versiune. În timp ce co-regiza Winnie de Pluș, regizorul Don Hall căuta prin bazele de date ale Marvel, descoperind Cei 6 Super Eroi, un concept de care acesta nu auzise până în acel moment. "Pur și simplu mi-a plăcut titlul," spune el. El a plasat conceptul spre John Lasseter în 2011, ca fiind unul dintre posibilele 5  lung-metraje care vor fi lansate de Walt Disney Animation Studios, și această idee specifică a atins o coardă sensibilă pentru Lasseter, Hall, și Chris Williams. În Iunie 2012, Disney a confirmat că Walt Disney Animation Studios a adaptat benzile desenate Marvel, filmul fiind comandat în stadii incipiente de dezvoltare. Deoarece și-au dorit ca acest concept să fie unul nou și revitalizant, Paul Briggs, cel care s-a ocupat de poveste (și care a i-a dat voce lui Yama în film)) a sesizat câteva probleme în ceea ce privește narațiunea benzilor desenate cu eroi, în timp ce scenaristul 
Robert Baird admite că nu a citit benzile desenate deloc.
Big Hero 6 a fost produs exclusiv pentru Walt Disney, deși mai mulți membrii ai ehchipei de creație Marvel au fost implicați în producția filmului incluzându-l pe Joe Quesada, directorul executiv al Marvel, și Jeph Loeb, șeful Marvel Television. Potrivit unui interviu cu Axel Alonso pentru CBR, Marvel nu a avea niciun plan de a publica o bandă desenată conexă, în speță, Cei 6 Super Eroi. Disney a plănuit să retipărească versiunea Marvel s Big Hero 6 , dar se pare că Marvel a refuzat acest lucru. Aceștia au ajuns la un acord mai apoi prin care Yen Press va publica versiunea japoneză manga a Big Hero 6 pentru Disney. În schimb, Lasseter a respins ideea unei scindări între cele compaii, și producătorul Roy Conli declara că Marvel i-a permis companiei Disney
"să aibă libertate deplină în structurarea poveștii." În ceea ce privește povestea filmului, Quesada declară: "Relația dintre Hiro și robotul lui are un gust specific Disney... dar este combinată cu aceste arce eroice Marvel." Echipa de producție a decis de timpuriu să nu conecteze filmul cu Universul Cinematografic Marvel, dorind ca acesta să ruleze independent în cinematografe.
În ceea ce privește proiectarea lui Baymax, Hall a menționat într-un interviu, "Ne-am dorit un robit cum nu a mai văzut nimeni niciodată și ceva care să fie complet original. Acesta este un lucru greu de făcut, avem o mulțime de roboți în cultura pop, orice de la Terminatorul la WALL-E sau C-3PO nu în ultimul rând, fără a mai menționa roboții japonezi, nu voi discuta despre asta. Așa că ne doream ceva foarte original."

## Coloana sonoră
Henry Jackman a compus coloana sonoră a filmului. Coloana sonoră include cântecul original denumit "Immortals/ Nemuritori" scris și înregistrat de trupa americană de rock Fall Out Boy, lansat de casa de discuri
Walt Disney Records pe 14 octombrie 2014. Coloana sonoră este disponibilă pe albumul lansat de Walt Disney Records pe 4 noiembrie 2014, fiind de asemenea disponibil și pe CD-ul lansat pe 24 noiembrie. Deși nu este parte din coloana sonoră, o versiune scurtă din instrumentalul piesei "Eye of the Tiger" a rulat în cadrul filmului.
Toate melodiile sunt compuse de Henry Jackman (în afara piesei "Immortals").
| Nr.             | Titlu                          | Autor(i)                                            | Artist          | Lungime |  |
| 1.              | „Immortals”                    | Patrick Stump, Pete Wentz, Joe Trohman, Andy Hurley | Fall Out Boy    | 3:15    |  |
| 2.              | „Hiro Hamada”                  |                                                     |                 | 1:57    |  |
| 3.              | „Nerd School”                  |                                                     |                 | 2:12    |  |
| 4.              | „Microbots”                    |                                                     |                 | 1:46    |  |
| 5.              | „Tadashi”                      |                                                     |                 | 1:46    |  |
| 6.              | „Inflatable Friend”            |                                                     |                 | 1:56    |  |
| 7.              | „Huggable Detective”           |                                                     |                 | 1:35    |  |
| 8.              | „The Masked Man”               |                                                     |                 | 1:29    |  |
| 9.              | „One of the Family”            |                                                     |                 | 1:49    |  |
| 10.             | „Upgrades”                     |                                                     |                 | 2:27    |  |
| 11.             | „The Streets of San Fransokyo” |                                                     |                 | 4:08    |  |
| 12.             | „To the Manor Born”            |                                                     |                 | 1:15    |  |
| 13.             | „So Much More”                 |                                                     |                 | 3:01    |  |
| 14.             | „First Flight”                 |                                                     |                 | 2:35    |  |
| 15.             | „Silent Sparrow”               |                                                     |                 | 4:39    |  |
| 16.             | „Family Reunion”               |                                                     |                 | 2:39    |  |
| 17.             | „Big Hero 6”                   |                                                     |                 | 6:57    |  |
| 18.             | „I Am Satisfied With My Care”  |                                                     |                 | 5:29    |  |
| 19.             | „Signs of Life”                |                                                     |                 | 1:14    |  |
| 20.             | „Reboot”                       |                                                     |                 | 1:48    |  |
| Lungime totală: | Lungime totală:                | Lungime totală:                                     | Lungime totală: | 53:57   |  |

## Recepție

### Premii și nominalizări
| Premii și nominalizări                                | Premii și nominalizări                                                           | Premii și nominalizări                                                   | Premii și nominalizări | Premii și nominalizări |
| Premiu                                                | Categoria                                                                        | Recipienți și nominalizări                                               | Rezultat               |                        |
| ----------------------------------------------------- | -------------------------------------------------------------------------------- | ------------------------------------------------------------------------ | ---------------------- | ---------------------- |
| 87th Academy Awards                                   | Premiul Oscar pentru cel mai bun film de animație                                | Don Hall, Chris Williams and Roy Conli                                   | În așteptare           |                        |
| 65th American Cinema Editors Awards                   | Cea mai bună animație de film editată                                            | Tim Mertens                                                              | Câștigat               |                        |
| 42nd Annual Annie Awards                              | Premiul Annie pentru cel mai bun film de animație                                | Big Hero 6                                                               | Câștigat               |                        |
| 42nd Annual Annie Awards                              | Efecte animate într-o producție de animație                                      | Michael Kaschalk, Peter DeMund, David Hutchins, Henrik Falt, John Kosnik | Câștigat               |                        |
| 42nd Annual Annie Awards                              | Proiecția personajelor într-un film de animație                                  | Shiyoon Kim, Jin Kim                                                     | Nominalizare           |                        |
| 42nd Annual Annie Awards                              | Premiul Annie pentru Regia într-o producție de animație                          | Don Hall & Chris Williams                                                | Câștigat               |                        |
| 42nd Annual Annie Awards                              | Storyboarding într-o producție de animație                                       | Marc E. Smith                                                            | Câștigat               |                        |
| 42nd Annual Annie Awards                              | Scenariul dintr-o producție de animație                                          | Robert L. Baird, Daniel Gerson & Jordan Roberts                          | Nominalizare           |                        |
| 42nd Annual Annie Awards                              | Editorialul dintr-o producție de animație                                        | Tim Mertens                                                              | Nominalizare           |                        |
| Premiile BAFTA                                        | Premiul BAFTA pentru cel mai bun film de animație                                |                                                                          | Nominalizare           |                        |
| Broadcast Film Critics Association                    | Best Animated Film                                                               | Big Hero 6                                                               | Nominalizare           |                        |
| Premiile Globul de Aur                                | Premiul Globul de Aur pentru cel mai bun film de animație                        | Big Hero 6                                                               | Nominalizare           |                        |
| Societatea Criticilor de Film din Nevada              | Cel mai bun film de animație                                                     | Big Hero 6                                                               | Câștigat               |                        |
| Cercul Femeilor- Critici de Film                      | Cel mai bun film de familie                                                      | Big Hero 6                                                               | Câștigat               |                        |
| Cercul Femeilor- Critici de Film                      | Cel mai bun personaj feminin dintr-o animație                                    | GoGo Tomago interpretată de, Jamie Chung                                 | Câștigat               |                        |
| Cercul Femeilor- Critici de Film                      | Cel mai bun personaj feminin dintr-o animație                                    | Honey Lemon interpretat de, Génesis Rodríguez                            | Nominalizare           |                        |
| Cercul Femeilor- Critici de Film                      | Cea mai bună parte dintr-un film                                                 | "Stop Whining. Woman Up!" said by, Jamie Chung                           | Câștigat               |                        |
| A 15-a ediție a Societății Criticilor de Film Phoenix | Premiul pentru cea mai bună animație a Societății Criticilor de Film Phoenix     | Big Hero 6                                                               | Nominalizare           |                        |
| A 15-a ediție a Societății Criticilor de Film Phoenix | Cel mai bun cântec                                                               | "Immortals" de Fall Out Boy                                              | Nominalizare           |                        |
| 19th Satellite Awards                                 | Cea mai bună peliculă animată cu mixaj media                                     | Big Hero 6                                                               | În așteptare           |                        |
| Producers Guild of America                            | Cel mai bun producător de exepție a unei pelicule animate lansată cinematografic | Roy Conli                                                                | Câștigat               |                        |
| 13th Annual Visual Effects Society Awards             | Cea mai bună animație într-o producție de film                                   | Don Hall, Chris Williams, Roy Conli, Zach Parrish                        | Câștigat               |                        |
| 13th Annual Visual Effects Society Awards             | Cel mai bune modele de urmat într-un proiect media de film                       | Brett Achorn, Minh Duong, Scott Watanabe, Larry Wu                       | Câștigat               |                        |
| 13th Annual Visual Effects Society Awards             | Cel mai impresionant mediul într-o producție de animație                         | Ralf Habel, David Hutchins, Michael Kaschalk, Olun Riley                 | Câștigat               |                        |
| 13th Annual Visual Effects Society Awards             | Cel mai bune simulări de efecte într-o producție de animație                     | Henrik Falt, David Hutchins, Michael Kaschalk, John Kosnik               | Câștigat               |                        |
| 13th Annual Visual Effects Society Awards             | Cel mai bun personaj de excepție dintr-o peliculă de animație                    | Colin Eckart, John Kahwaty, Zach Parrish, Zack Petroc                    | Câștigat               |                        |

## Box office

### România
Premiera filmului în România este prevăzută pe data de 23 ianuarie 2014.
În România, Cei 6 Super Eroi a înregistrat în weekendul de deschidere încasări de 916 211 lei românești (229 167 dolari americani) cu 45 184 de spectatori . Distribuit de Forum Film România, s-a clasat pe prima poziție a box-officeului românesc după încasările de weekend , surclasând astfel filme de top cum ar fi: Mortdecai, cu un buget în weekendul de lansare în valoare de 601.881 de lei ; Lunetistul american cu 550.100 de lei ; Taken 3: Teroare în L.A. cu 228.231 de lei și filmul De neînvins cu 244.366 de lei .

## Jocul video
Un joc video bazat pe animația Cei 6 Super Eroi, intitulat Battle in the Bay, a fost lansat în 28 Octombrie 2014, pentru variantele 3D și console.
Personajele din film, Hiro și Baymax sunt totodată disponibile și în cadrul Disney Infinity: super eroii Marvel precum și jucăriile Disney Originals în Toy Box. Există de asemenea și o aplicație creată pe baza filmului, intitulată : Bot Fight (Zborul Robotului).

## Lansare

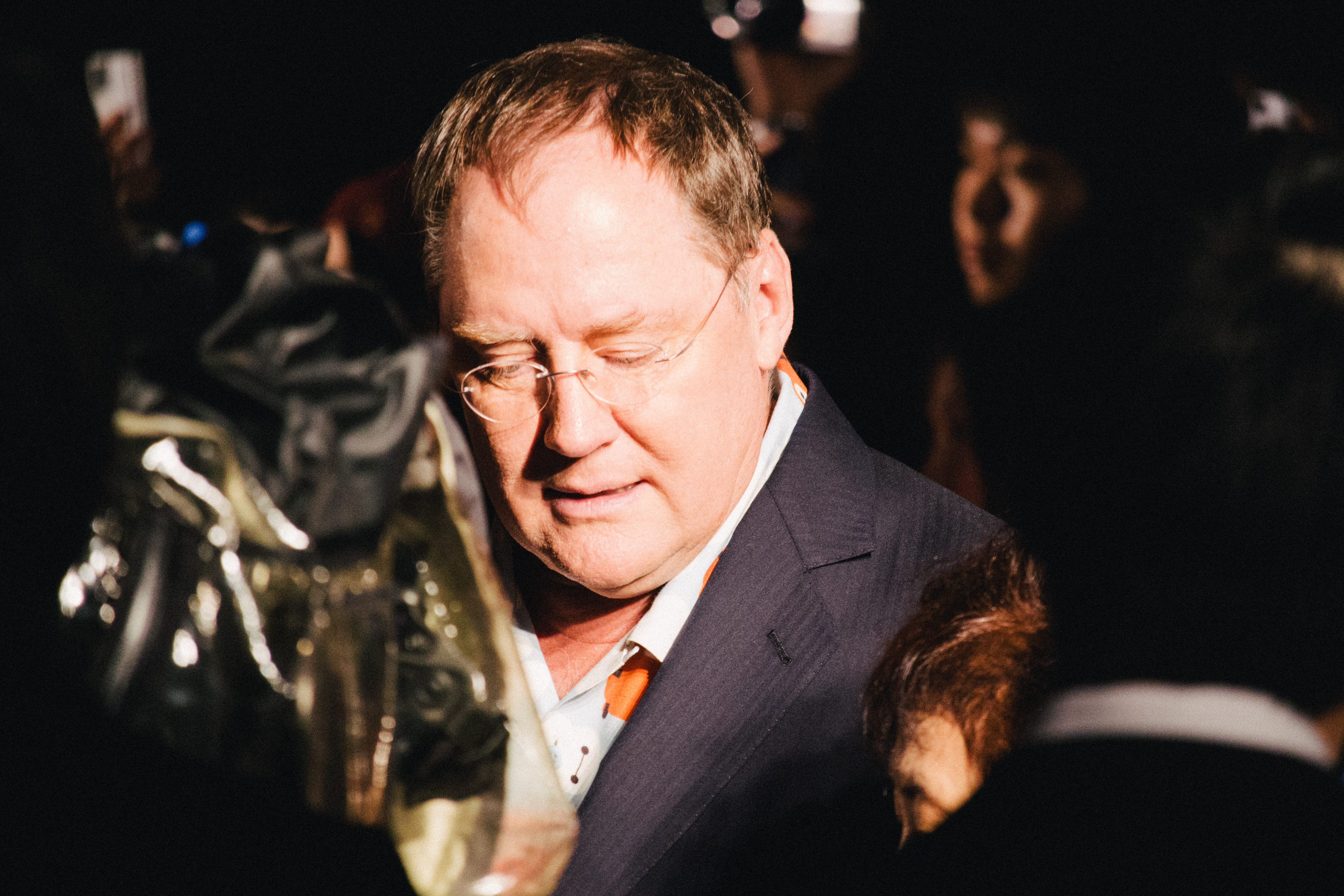
Producătorul executiv, John Lasseter la premiera filmului, la a 27-a ediție a Festivalul Internațional de Film de la Tokyo

Big Hero 6 a avut premiera pe 23 octombrie 2014 în deschiderea Tokyo International Film Festival. Premiera globală a filmului Cei 6 Super Eroi în 3D, a avut loc la Festivalul de Film de la Abu Dhabi pe 31 octombrie 2014. A fost lansat în rețelele de cinematografe din Statele Unite ale Amercii pe 7 noiembrie 2014. Filmul a fost lansat și în formatul IMAX , cu limitări în ceea ce privește toate ariile geografie de pe glob. În cinematografe filmul a fost lansat împreună cu scurt-metrajul companiei Disney , Ospăț.